# Toitenwinkel
Toitenwinkel ist ein Rostocker Ortsteil auf der östlichen Seite der Unterwarnow. Er besteht aus dem ehemaligen Dorf Toitenwinkel und dem gleichnamigen Plattenbau-Wohngebiet. Er liegt zwischen Gehlsdorf, Dierkow und den Anlagen des Hafenbahnhofes. Der Ort wurde bereits im 13. Jahrhundert gegründet und beheimatete im Jahr 2009 etwa 12.800 Menschen. Während im Plattenbaugebiet auf Grund sinkender Einwohnerzahlen Rückbaumaßnahmen stattfinden, entstanden um das alte Dorf herum neue Einfamilienhäuser.

## Geschichte
Der Rostocker Ortsteil Toitenwinkel existierte als Dorf bereits ab dem 13. Jahrhundert. Bis zum 17. Jahrhundert wurde es von den Rittern von Moltke beherrscht, sodass oft schon von Moltkenwinkel gesprochen wurde. 1679 kam es in den Besitz der Familie Mandelsloh; nach langwierigen juristischen Auseinandersetzungen erwarb 1781 die herzogliche Kammer Dorf und Gut. Das Domanialamt Toitenwinkel zu Rostock, östlich der Warnow gelegen, hatte mit dem Zugang zum östlichen Warnowufer (der Fluss selbst gehörte zur Stadt Rostock) eine damals strategisch wichtige Bedeutung erlangt. Daher gab es jahrzehntelang Streit zwischen der landesherrlichen und städtischen Politik. Nach dem Dreißigjährigen Krieg wurde dieses Gebiet sogar Gegenstand internationaler Auseinandersetzungen zwischen Schweden und Brandenburg (um 1675). 1857 erhielt das Amt die Zuständigkeit für weitere Dörfer rund um Rostock wie Biestow, Papendorf, Stäbelow, Thulendorf. Das Domanialamt ging 1921 in das Amt Rostock (1925 vergrößert, ab 1933 Landkreis Rostock) über.

### Nach der Eingemeindung ab 1950
Die Eingemeindung des Dorfes Toitenwinkel zu Rostock erfolgte 1950. Durch den Bau des Überseehafens ab 1957 wurden entlang der gleichzeitig errichteten Bahnanlagen erste Gewerbeflächen erschlossen. Als Ortsteil blieb Toitenwinkel jedoch zunächst unverändert dörflich mit landwirtschaftlicher Nutzung größerer, heute bebauter Flächen. Anfang der 1980er Jahre entstand dann direkt am Güterbahnhof Rostock-Seehafen das kleine Wohnviertel „Hafenbahnweg“ in Plattenbauweise, dort wurden auch Kleingartenanlagen geschaffen.

### Die 1980er Jahre – Plattenbau

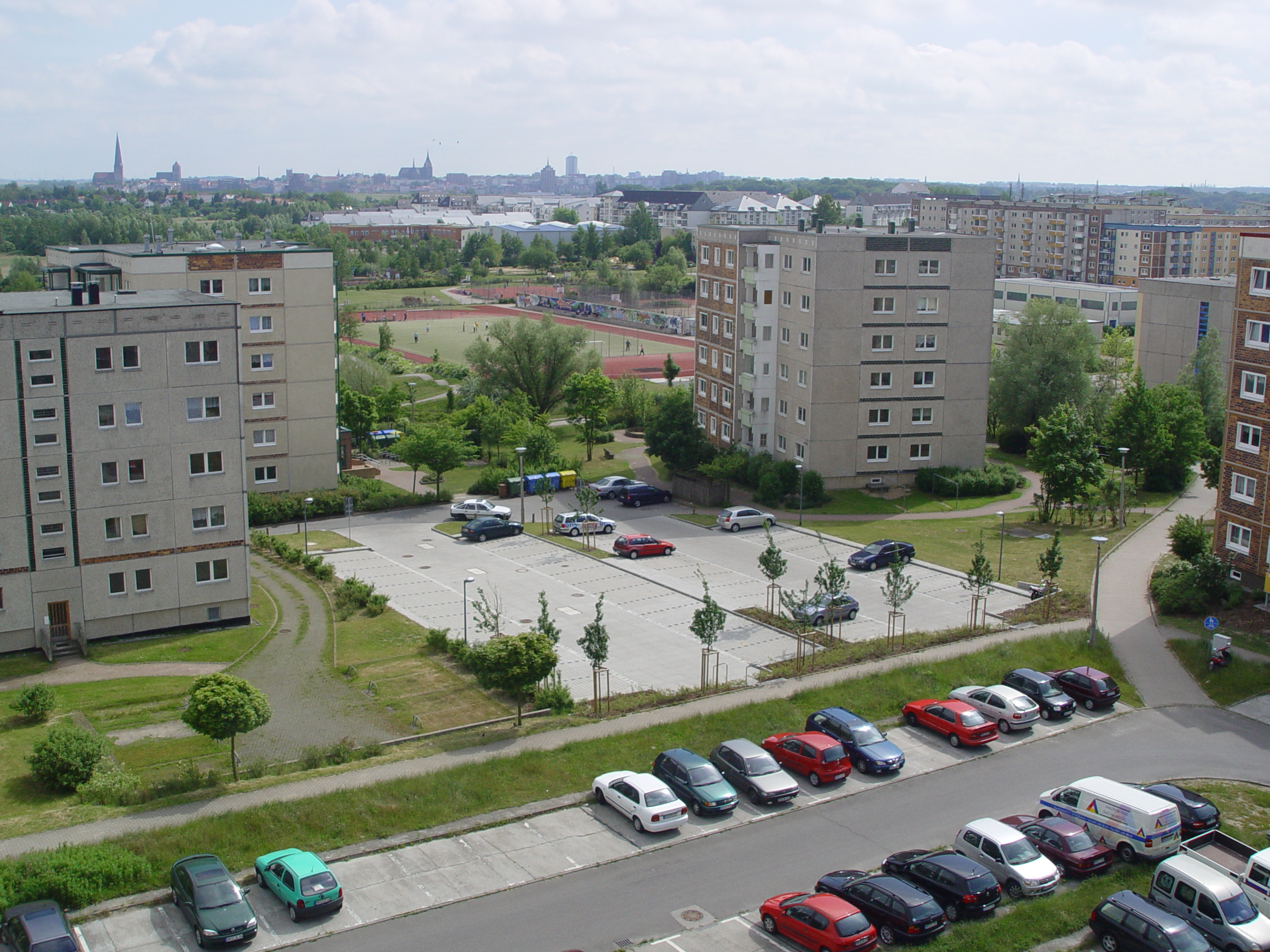
Toitenwinkel mit Blick auf die Rostocker Innenstadt

„Mit dem Setzen der ersten Hochbauplatte beginnt [am 1. September 1987] der Wohnungsbau im Wohngebiet Toitenwinkel“. Die Großwohnsiedlung in Plattenbauweise mit 6.549 Wohnungen beherbergte 16.500 Menschen, wohingegen ursprünglich etwa 9000 Wohnungen für 27250 Einwohner geplant waren. Der Bau startete nördlich des Wohngebietes Dierkow-West und setzte sich in westlicher Richtung fort. Errichtet wurden die Gebäude vom Wohnungsbaukombinat Rostock.
Für die Planung zeichneten die Architekten Rudolf Lasch und Christoph Weinhold verantwortlich. Grundsätzlich unterschied sich Toitenwinkel nicht von der zuletzt gebauten Siedlung Dierkow, auch hier findet man die sich aus abgewinkelter Blockbebauung ergebenden Wohnhöfe, von drei oder vier Seiten umschlossen, keine durchgehende Straße, teilweise mit Klinkern gestaltete Fassadenbauteile, die so Bezug auf die in der Region traditionelle Ziegelbauweise (Rotklinker) nehmen. Ebenso wie in Dierkow entstand am Nordrand des Wohngebietes ein Lärmschutzwall zu den angrenzenden Bahnanlagen und Gewerbeflächen.
Es wurden keine Hochhäuser mehr errichtet. Auch in Toitenwinkel ist das Bestreben erkennbar, trotz der Restriktionen des industriellen Wohnungsbaus eine gewisse Wiedererkennbarkeit zu schaffen. Typisch für Toitenwinkel sind die fensterartigen Öffnungen in den Seitenwänden der Balkons, die zur individuellen Gestaltung anregen sollten. Weiterhin wurden neue Fassadenelemente entwickelt, die an einzelnen Enden der Blocks eine Über-Eck-Anordnung der Fenster ergaben. Im Unterschied zu früheren Wohngebieten wurden die Bauten so angeordnet, dass sie vielfach wieder an klassische Straßenzüge erinnern. Im zuerst gebauten östlichen Bereich besteht eine zentrale Achse, hauptsächlich für den Anlieger- und Fußgängerverkehr.
Toitenwinkel war deutlich größer angelegt als Dierkow, dennoch wurde nicht an jeder Stelle das Maximum von 6 Etagen ausgenutzt. Aus architektonischen Gründen erhielten einige Gebäude auch nur fünf oder vier Stockwerke. Die natürlichen Höhenunterschiede, für Rostocker Verhältnisse erhebliche 13–14 m, führten ebenfalls zu einer abwechslungsreichen Silhouette und auch hier bieten die Gebäude am südlichen Rand des Ortsteils einen schönen Ausblick auf das Stadtpanorama. Neu war die Einbeziehung von Wasserflächen in die Gestaltung des Wohnumfelds, wobei diese erst einige Jahre nach den Hauptbauarbeiten abgeschlossen wurde. Neben den Wohnungen entstanden Schulen, Sporthallen, Kindertagesstätten, ein Altenheim und Kaufhallen.
Mitten in den Bau des Wohngebietes fiel die Zeit der Währungsunion und der deutschen Wiedervereinigung. Zunächst war die Folge für die aus dem Wohnungsbaukombinat hervorgegangene ELBO Bau AG, dass letzte Verträge aus DDR-Zeiten ohne Materialmangel und Materialsparzwang abgearbeitet werden konnten. Die am westlichen Ende von Toitenwinkel errichteten Plattenbauten verfügen über eine teils großzügige Verglasung, die nach dem architektonischen Höhepunkt des Rostocker Plattenbaus in der nördlichen Altstadt noch einmal neue Möglichkeiten zeigten. Experimentiert wurde auch mit grün glasierten Keramikplatten in den Fassaden sowie farbig eingefassten Fenstern. Damit fand die Anwendung der DDR-Plattenbautechnologie in Rostock ihren Abschluss.

### Nach 1990 – veränderte Rahmenbedingungen
Der letzte Bauabschnitt Toitenwinkel, die Wohngruppe 5 am Ende der Straßenbahnlinie, wurde nicht mehr in der geplanten Form umgesetzt. Da das Gebiet aber bereits erschlossen war, wurde es mit individuelleren mehrgeschossigen Wohnhäusern und Eigenheimen bebaut. Dies zog sich über mehrere Jahre hin, das Bautempo war geringer als zur Zeit der DDR. Waren um 1990 zunächst noch Containerbauten zur Erweiterung der Schulkapazitäten erforderlich, wurden zwischen 2004 und 2008 drei Schulen, eine Kita und die Containerbauten abgerissen.
Zum Ende der DDR war im Anschluss an den Bau von Toitenwinkel und noch 1992 mit Gehlsdorf ein weiteres Plattenbaugebiet vorgesehen, wohin auch die Straßenbahn verlängert werden sollte. Geplant war auch eine Brücke über die Warnow mit Straßenbahn zwischen Gehlsdorf und der Innenstadt, womit ein alter Plan aus dem Jahr 1960 umgesetzt werden sollte – erste Arbeiten hatten seinerzeit sogar schon begonnen.

## Kultur
Um 2000 wurde das Jugendzentrum „Alte Schmiede“ gebaut. Hier befindet sich u. a. das Kino in der Schmiede mit dem regelmäßigen Programm des Bürgerkinos Nordost und dem von Jugendlichen aus dem Ortsteil organisierten Jugendkino als Teil und Vertretung des Landesverbandes Filmkommunikation Mecklenburg-Vorpommern. 2015 konnte ein neues Stadtteil- und Begegnungszentrum eröffnet werden.

## Wirtschaft
Nach 1990 entstanden verschiedene neue Einzelhandelsgeschäfte, überwiegend Supermärkte und Bäckereifilialen, wobei einige Unternehmen wieder aufgegeben haben. Die Situation des Einzelhandels gilt als schwierig. In den zwei Gewerbegebieten entlang der Hinrichsdorfer Straße und entlang der Petersdorfer Straße findet sich eine Reihe von Gewerbebetrieben. Vertreten sind u. a. Kraftfahrzeuggewerbe mit Handel, Reparatur, Tankstellen, Speditionen zu nennen. Die Stadtverwaltung unterhält ein Stadtteilbüro. Es bestehen mehrere Arztpraxen verschiedener Fachrichtungen. Im sozialen Bereich existieren Schulen, Kindertagesstätten, mehrere Pflegeheime und auch eine Obdachlosenunterkunft. 2014 erfolgte die Inbetriebnahme des Senders Rostock-Toitenwinkel, der sich im benachbarten Ortsteil Krummendorf befindet.

## Verkehr

### Straßenverkehr
Geplant war eine vierspurige, nicht kreuzungsfreie Sammelstraße, welche an der Nord- und Westseite Toitenwinkels entlangführen sollte. Diese wurde in vereinfachter Form als nur zweispurige Toitenwinkler Allee gebaut. Bedingt durch in den DDR geringeren Motorisierungsgrad wurden weniger Parkplätze geplant, als nach 1989 notwendig wurden, so dass in den Wohngebietsstraßen bis heute auch am Straßenrand geparkt wird.
Von der Bundesautobahn 19 erreicht man Toitenwinkel über die Anschlussstelle Rostock-Nord an der Bäderstraße nach Graal-Müritz.

### Öffentliche Verkehrsmittel
Spätestens seit 1969 bestand zwischen dem Rostocker Hauptbahnhof und dem Überseehafen (damalige Bezeichnung) eine regelmäßige Nahverkehrsverbindung. Ab 1988 wurde diese Line in das S-Bahn-Netz integriert. Ursprünglich war geplant, zwischen Dierkow und dem Seehafen eine neue S-Bahn-Trasse zu bauen. Diese wäre parallel zur Toitenwinkler Allee verlaufen und hätte unter der Brücke Hinrichsdorfer Straße sowie auf halber Strecke der Toitenwinkler Allee Haltepunkte erhalten. Nach 1990 wurden diese Pläne nicht weiterverfolgt. Die ursprüngliche, zum Ortsteil ungünstig gelegene, ehemalige S-Bahn-Anbindung besteht seit Dezember 2012 nicht mehr.
Bereits in der Bauphase verkehrte entlang der Toitenwinkler Allee eine Buslinie, die mit dem Baufortschritt verlängert wurde. Die Straßenbahnstrecke von Dierkow nach Toitenwinkel wurde am 1. Dezember 1990 in Betrieb genommen.

## Bemerkenswertes

### Dorfkirche

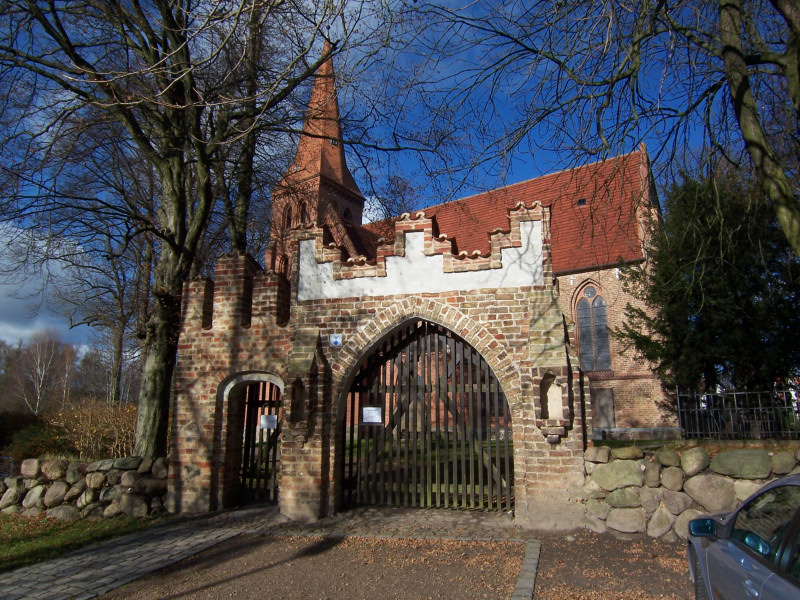
Kirche in Toitenwinkel

Die Dorfkirche von Toitenwinkel ist ein gotischer Backsteinbau aus der ersten Hälfte des 14. Jahrhunderts, die den Heiligen Katharina und Lorenz geweiht war. Die Wandmalereien zeigen Szenen aus dem Alten und Neuen Testament.
Ursprünglich hatte der quadratische Bau zwei Joche mit einem kreuzrippengewölbten Chor. Die Langhaushalle hatte drei Schiffe und drei Joche sowie eine Holzdecke. 1889 erfolgte eine tiefgreifende Veränderung mit einer querhausartigen Erweiterung am mittleren Joch.

### Straßennamen
Die Straßen in Toitenwinkel sind neben heimatlichen Natur- und Landschaftserscheinungen (wie Zum Vogelnest oder Zum Schäferteich) nach international berühmten Persönlichkeiten des 20. Jahrhunderts benannt: Bertha von Suttner, Martin Luther King, Bertrand Russell, Frédéric Joliot-Curie, Salvador Allende, Olof Palme, Pablo Neruda, Jawaharlal Nehru, Urho Kekkonen, Albert Schweitzer, Carl von Ossietzky, Pablo Picasso, Claus Schenk Graf von Stauffenberg und Ilja Ehrenburg. Eine ursprünglich nach Michail Kalinin benannte Straße wurde nach 1990 in Martin-Niemöller-Straße umbenannt.
Umstritten ist seit der Wende und friedlichen Revolution in der DDR auch der Name der Ilja-Ehrenburg-Straße. Ihre Umbenennung wird insbesondere von der Jungen Union gefordert und von der CDU unterstützt, hat jedoch bisher keinen Anklang bei der Mehrheit der Bürgerschaft gefunden. Hintergrund sind Schriften Ehrenburgs im Zweiten Weltkrieg, in denen er dazu aufrief, die Deutschen zu töten (Убей! Töte!). Die Straße in Toitenwinkel ist die einzige nach Ilja Ehrenburg benannte Straße in Deutschland. Aus der CDU kam der Vorschlag, die Straße nach dem sowjetischen Dissidenten Andrei Sacharow zu benennen. Am 29. Juni 2011 brachten die beiden NPD-Vertreter in der Bürgerschaft einen Antrag auf Umbenennung ein, der von einer Mehrheit der anwesenden Abgeordneten abgelehnt wurde. Die meisten Abgeordneten der CDU verließen jedoch den Saal, um an der Abstimmung über den NPD-Antrag nicht teilnehmen zu müssen.

### Rekord
Der Sendemast des Senders Rostock-Toitenwinkel ist das höchste Bauwerk Rostocks.

## Persönlichkeiten
- Ulrich Lebrecht von Mandelsloh  (* 1760 in Toitenwinkel; † 1827 in Stuttgart), Geheimer Rat und Staatsminister des Königreichs Württemberg.